# وزارة النقل

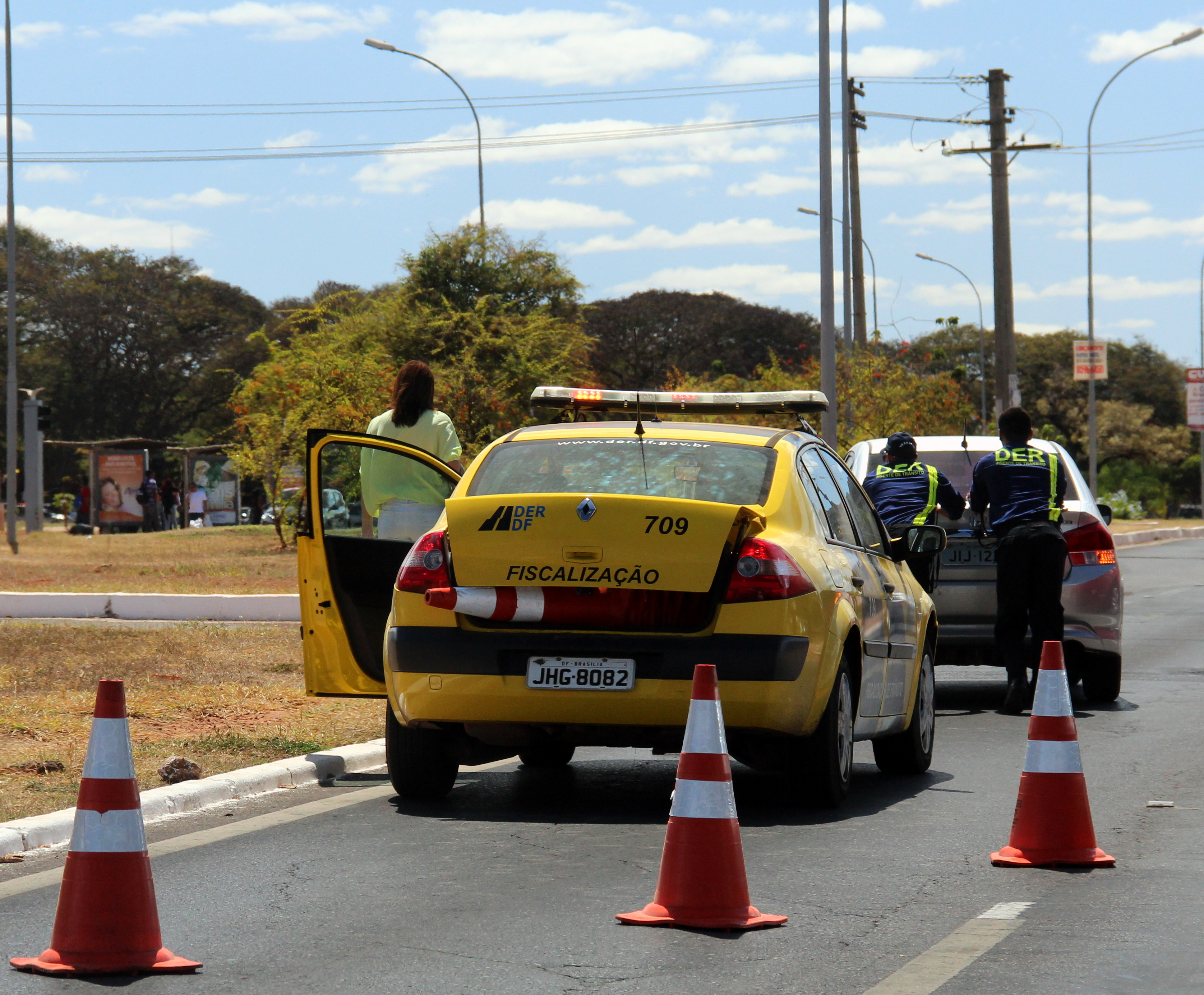
إدارة الطرق والطرق السريعة في المقاطعة الفيدرالية

وزارة النقل هي وزارة مسؤولة عن النقل ضمن البلد، وعادةً تُدار من قبل وزير النقل. وقد يُطبّق الاسم في بعض الأحيان على دوائر النقل أو وكالات حكوميّة أخرى وذلك في البلدان الّتي ليس فيها وزارة للنقل.
تتضمّن مسؤولياتها الإشراف على السلامة المروريّة والطيران المدنيّ والنقل المائيّ والنقل السككيّ وتطوير قوانين النقل وتنظيم المواصلات العامّة وبناء وصيانة مَشاريع البُنى التحتيّة. لبعض الوزارات مسؤوليّات إضافيّة مُتعلِّقة بالنقل -بشكلٍ أو بآخر- مثل البُنى التحتيّة والأشغال العامّة وإمداد المياه والإنشاءات والاتصالات والإسكان والنشاطات الاقتصاديّة مثل الصناعة والتجارة.
عند بعض السلطات القضائيّة، يتمّ تكليف وزارة البنى التحتية بشؤون النقل.